# Bahnhof Zehdenick (Mark)

Der Bahnhof Zehdenick (Mark) ist der Bahnhof in der Stadt Zehdenick im Landkreis Oberhavel. Das Empfangsgebäude steht unter Denkmalschutz.

## Lage
Der Bahnhof Zehdenick (Mark) liegt am Streckenkilometer 57,7 der Bahnstrecke von Löwenberg nach Templin etwa eineinhalb Kilometer westlich des Stadtkerns. Er grenzt an die Eisenbahnstraße und an die Straße Am Bahndamm. Der Bahnhof Bergsdorf ist etwa sechs Kilometer südwestlich. In Richtung Norden ist der nächste Bahnhof Zehdenick-Neuhof, ungefähr dreieinhalb Kilometer entfernt. Neben Bergsdorf, Zehdenick-Neuhof und Vogelsang ist der Bahnhof eine von vier Eisenbahnstationen auf dem Gebiet der Stadt Zehdenick. Die Betriebsstelle gehört zum Tarifbereich des VBB.

## Geschichte
Im Jahr 1981 bedienten sechs Züge aus Richtung Löwenberg (Mark) den Bahnhof, um 7:04, 10:35, 16:09, 19:11, 20:43 und um 22:33 Uhr. Diese endeten in Templin. In der Gegenrichtung verkehrten fünf Züge. Sie kamen aus Templin, endeten in Löwenberg (Mark) und fuhren Zehdenick um 4:56, 8:38, 13:17, 17:38 sowie 21:51 Uhr an.
Am 10. Juli 2010 begann die Sanierung des Bahnsteigdaches sowie die Installation neuer Beleuchtung und eines Wegeleitsystems. Im Frühjahr 2011 wurde der komplette Bahnhof modernisiert. Auch dynamische Schriftanzeiger wurden angebracht. Investiert wurden insgesamt 470.000 € aus Bundes-, Landes- und Eigenmitteln. Im Juni 2011 ging das elektronische Stellwerk in Zehdenick in Betrieb.
Im Dezember 2014 wurde das Empfangsgebäude versteigert. Das Mindestgebot lag bei 12.000 €.

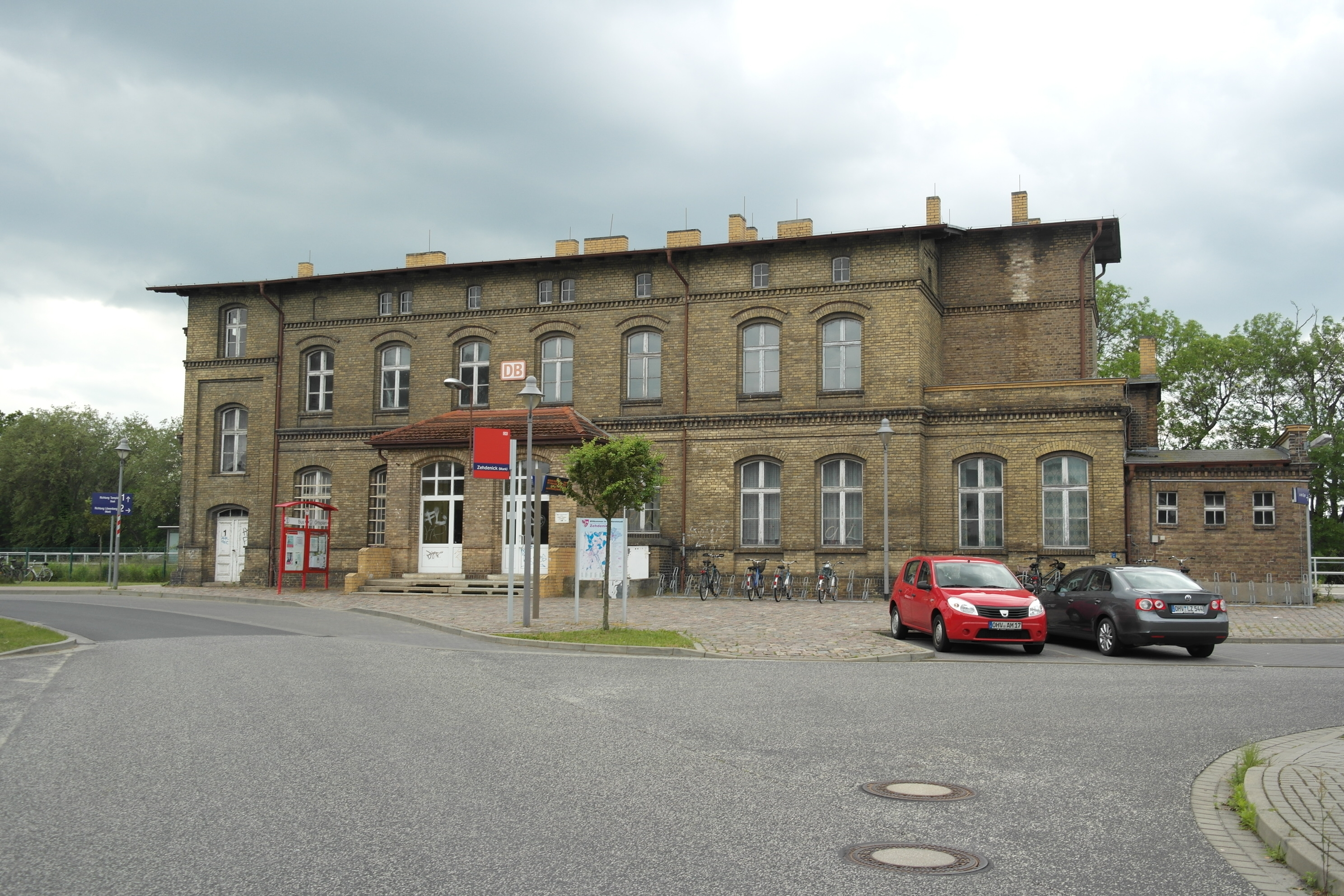
Bahnhofsvorplatz

## Anlagen

### Bahnsteige und Gleise
Der Bahnhof verfügt über zwei Seitenbahnsteige, die beide 100 m lang und 55 cm hoch sind, wovon der eine zwischen den beiden Gleisen liegt. Die südlich des Empfangsgebäudes gelegenen Ladegleise wurden entfernt.

### Empfangsgebäude
Das denkmalgeschützte Empfangsgebäude stammt aus dem Jahre 1888. 1901 und 1910 folgten weitere Umbauten. Der zweigeschossige Ziegelbau verfügt über ein Satteldach.

### Weitere Anlagen
Darüber hinaus gibt es in Zehdenick noch einen eingeschossigen Güterschuppen aus Fachwerk und Ziegelausfachung mit Satteldach aus dem Jahr 1888.
Auf dem Bahnhofsvorplatz befindet sich ein rundförmiges, eingeschossiges Toilettenhaus. Es stammt auch aus dem Jahr 1888.

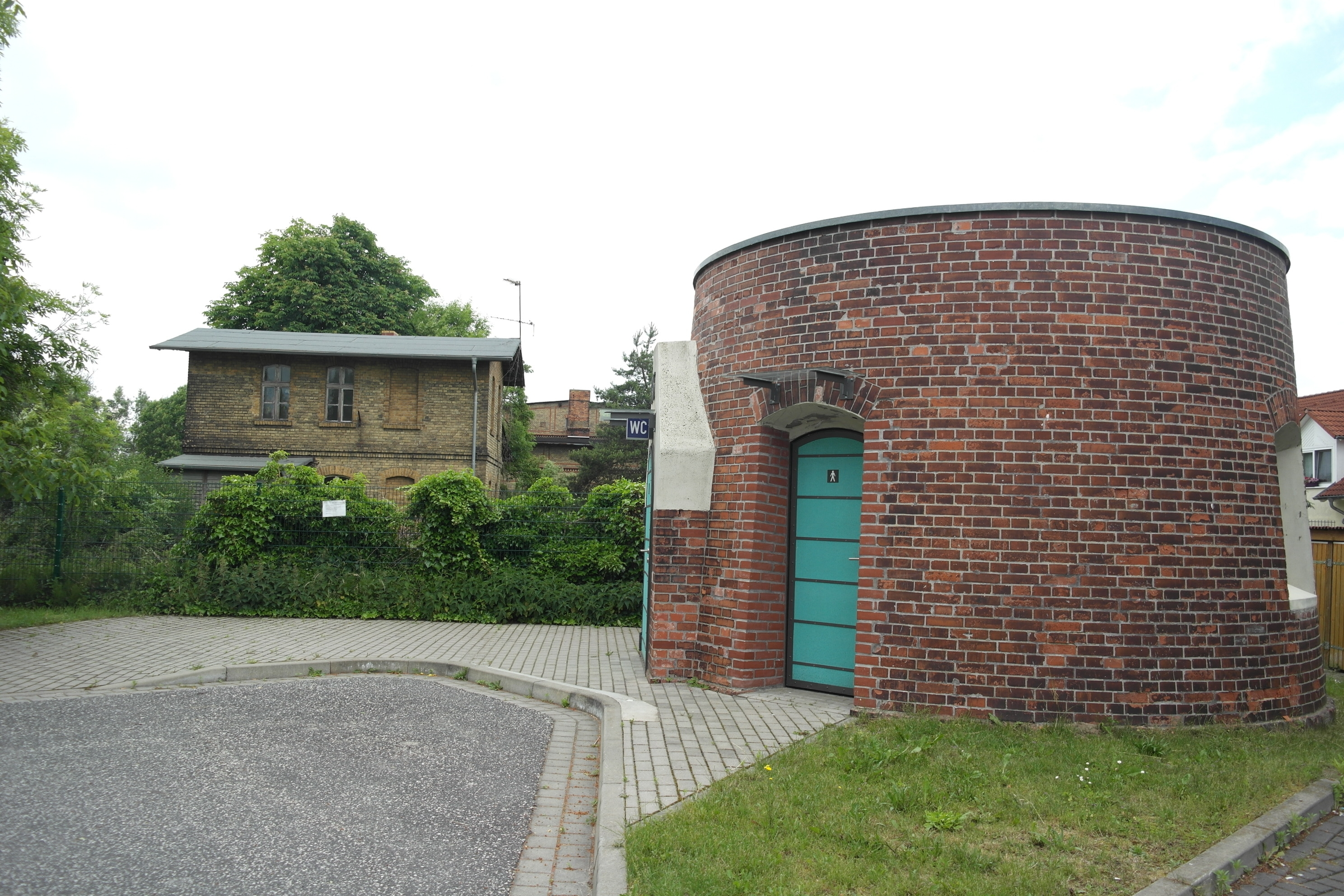
Toilettenhaus

Ein weiteres Nebengebäude entstand um 1930. Es handelt sich um einen eingeschossigen Bau mit Satteldach aus Biberschwanzziegeln nach dem Prinzip der Kronendeckung.

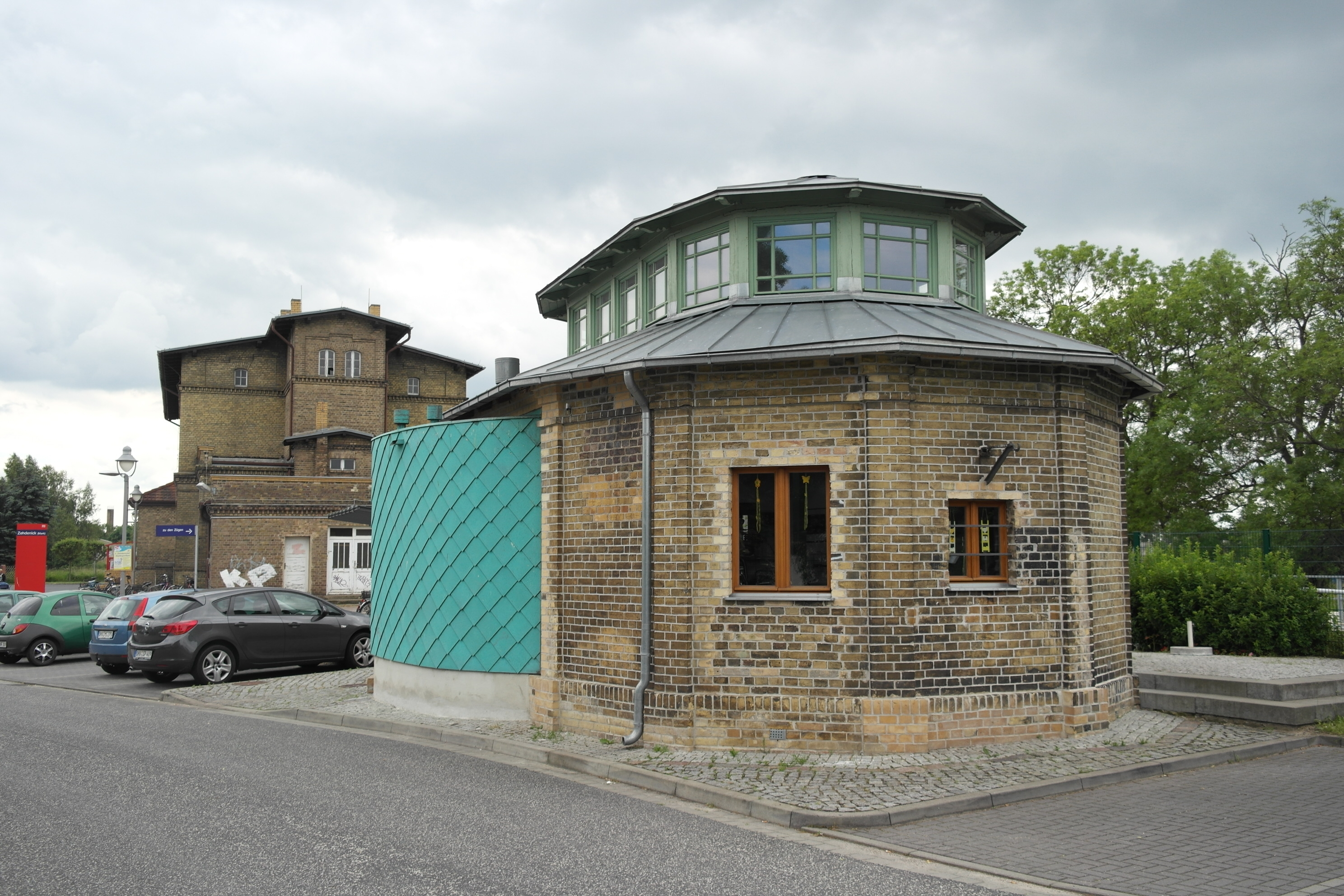
Nebengebäude

## Anbindung
Der Bahnhof Zehdenick ist eine Zwischenstation der Regionalbahnlinie RB 12, wo sich die Züge jeweils kurz vor der vollen Stunde begegnen. Weitere Stationen im Stadtgebiet sind der Bahnhof Vogelsang (Kr Oberhavel) sowie die Haltepunkte Zehdenick-Neuhof und Bergsdorf.
| Linie                    | Linienverlauf | Takt (min) | EVU |
| ------------------------ | --- | ---------- | --- |
| RB 12                    | Berlin Ostkreuz – Berlin-Lichtenberg – Berlin-Hohenschönhausen – Oranienburg – Sachsenhausen – Nassenheide – Grüneberg – Löwenberg (Mark) Bergsdorf – Zehdenick (Mark) – Zehdenick-Neuhof – Vogelsang (Kr Oberhavel) – Hammelspring – Templin – Templin Stadt | 60         | NEB |
| Stand: 15. Dezember 2024 | |            |     |